# Cézy
Cézy – miejscowość i gmina we Francji, w regionie Burgundia-Franche-Comté, w departamencie Yonne.
Według danych na rok 1990 gminę zamieszkiwało 1085 osób, a gęstość zaludnienia wynosiła 68 osób/km² (wśród 2044 gmin Burgundii Cézy plasuje się na 212. miejscu pod względem liczby ludności, natomiast pod względem powierzchni na miejscu 596.).